# Дуговая улица (Москва)
Дугова́я у́лица (до 5 апреля 1965 года — Бирюлёвская у́лица, до 1960 года — Бирюлёвская у́лица посёлка Ленино) — улица в Южном административном округе города Москвы на территории района Бирюлёво Восточное.

## История
Улица находится на территории бывшего посёлка Ленино (ранее Царицыно-Дачное). По состоянию на 1930 год, от современной улицы был только фрагмент от Липецкой до 7-й Радиальной улицы под названием тупик 6-го проспекта. Позднее улица в составе посёлка Ленино была продлена и получила название Бирюлёвская у́лица. В 1960 году посёлок Ленино-Дачное вошёл в состав Москвы, улица сохранила своё название, а 5 апреля 1965 года улица получила современное название по своей конфигурации. Конфигурация улицы связана с радиально-кольцевой планировкой дачной Покровской стороны. В середине 1970-х гг. исчез участок от Липецкой до 9-й Радиальной улицы.

## Расположение
Дуговая улица проходит от 9-й Радиальной улицы на юг, пересекает Липецкую улицу, с запада к ней примыкает 1-я Стекольная улица, затем поворачивает на юго-восток, пересекает 6-ю Радиальную улицу и заканчивается вновь на Липецкой улице.
Улица с двусторонним движением, без тротуаров. Проходит по границе промзоны «Ленино», среди гаражей. В начале улицы — заброшенный участок с фундаментами бывших дачных домов, снесённых в конце XX века, а также небольшой озеленённый участок.

## Транспорт

### Автобус
- с869: от станции метро «Царицыно», остановка «Дуговая улица» на 6-й Радиальной улице.

### Метро
- Станция метро «Царицыно» Замоскворецкой линии — северо-восточнее улицы, на пересечении Каспийской и Луганской улиц.

### Железнодорожный транспорт
- Станция Царицыно Курского направления Московской железной дороги — северо-восточнее улицы, между Бутовской, Каспийской и Луганской улицами и улицей Тюрина.